# بيمبو أديمويى
بيمبو أديمويى هي ممثلة نيجيرية. تم ترشيحها في عام 2018 لأفضل ممثلة في مسلسل كوميدي تلفزيوني في حفل توزيع جوائز أفريقيا ماجيك للمشاهدين عن دورها في فيلم زوجة احتياطية (2017).

## بدايتها
ولدت بيمبو في 4 فبراير 1991 في لاغوس جنوب غرب نيجيريا. حصلت على تعليمها الثانوي من مدرسة مايفلاور وهي خريجة من جامعة العهد حيث درست إدارة الأعمال. في مقابلة مع صحيفة ذا بانش قالت إنها نشأت على يد أب أعزب دعم مهنتها التي اختارتها لنفسها.

## حياتها المهنية
في مقابلة مع صحيفة ديلي إندبندنت، قالت إن مسيرتها التمثيلية بدأت في عام 2014 عندما شاركت في الفيلم القصير "حيث تكمن الموهبة". حصل الفيلم على جوائز من مهرجان أفريقيا السينمائي الدولي. تصف أودواك إيسونغ بأنه معلمها الذي ساعدها في الدخول في الصناعة. وفي عام 2015، تم اختيارها في أول فيلم روائي طويل لها عن "زوجك"، والذي أنتجه أيضًا إيسونغ . وفي عام 2018 أيضا تم إدراج بيمبو كواحدة من خمسة ممثلين متوقع أن يكون لديهم مهنة ناجحة قبل نهاية العام من قبل صحيفة بريميوم تايمز. وفي أبريل 2018، شاركت مع ستيلا داماسوس في فيلم "ذهب" الذي أخرجه دانيال أديمينوكان. وصفت العمل مع داماسوس بأنه لحظة محفزة في حياتها المهنية.